# Gert Winkler
Gert Winkler (5 de setembro de 1942 em Linz - 6 de janeiro de 2016) foi um produtor e diretor de comerciais austríaco.